# Alfred Hitchcock Presents (sèrie de televisió de 1985)
Alfred Hitchcock Presents, també anomenada The New Alfred Hitchcock Presents, és una sèrie d'antologia de televisió estatunidenca que es va emetre originalment a NBCi constava de 76 episodis. La sèrie és una versió actualitzada de la sèrie homònima de 1955.

## Antecedents
El 1985 NBC va emetre una nova pel·lícula feta per a televisió basada en la sèrie Alfred Hitchcock Presents, combinant històries recentment filmades amb metratge coloritzat d'Alfred Hitchcock de la sèrie original que presenta cada segment. Els segments eren "Incident in a Small Jail", adaptat i dirigit per Joel Oliansky, "Man from the South", adaptat i dirigit per Steve De Jarnatt, "Bang! You're Dead!, " adaptat per Harold Swanton i Christopher Crowe i dirigit per Randa Haines, i "An Unlocked Window", adaptat i dirigit per Fred Walton. La pel·lícula va ser un èxit de valoracions.

## Format
Una nova sèrie Alfred Hitchcock Presents va debutar el 29 de setembre de 1985 i va mantenir el mateix format que la pel·lícula: històries recentment filmades (una barreja d'obres originals i remakes actualitzats d'episodis de sèries originals) amb presentacions acolorides d'Hitchcock. La nova sèrie va durar només una temporada abans que NBC la cancel·lés, però després va ser produïda durant tres temporades més per USA Network (que ara és copropietat amb NBC sota NBCUniversal), i va canviar la producció de Los Angeles a Toronto, on es va basar el nou soci productor canadenc del programa Paragon Motion Pictures, juntament amb diverses retallades pressupostàries a la sèrie. Entre els directors que van dirigir episodis hi havia Tim Burton, David Chase, Burt Reynolds, Atom Egoyan, Joan Tewkesbury, i Thomas Carter.

## Episodis
| Temporada | Temporada     | Episodis | Episodis | Dates d’emissió        | Dates d’emissió      | Dates d’emissió |
| Temporada | Temporada     | Episodis | Episodis | Primera emissió        | Última emissió       | Network         |
| --------- | ------------- | -------- | -------- | ---------------------- | -------------------- | --------------- |
|           | Episodi pilot | 4        | 4        | 5 de maig de 1985      | 5 de maig de 1985    |                 |
|           | 1             | 22       | 22       | 29 de setembre de 1985 | 4 de maig de 1986    | NBC             |
|           | 2             | 13       | 13       | 24 de gener de 1987    | 18 d'abril de 1987   | Redifusió       |
|           | 3             | 21       | 21       | 6 de febrer de 1988    | 6 d'agost de 1988    | Redifusió       |
|           | 4             | 20       | 20       | 8 d'octubre de 1988    | 22 de juliol de 1989 | Redifusió       |

## Estrelles convidades notables

### Pilot de la sèrie
- Ned Beatty com a Larry Broome (segment "Incident in a Small Jail")
- Lee Ving com a Curt Venner (segment "Incident in a Small Jail")
- Tony Frank com a Sheriff Noakes (segment "Incident in a Small Jail")
- John Huston com a Carlos/Narrator (segment "Man from the South")
- Melanie Griffith com a Noia (segment "Man from the South")
- Annette O'Toole com a Stella (segment "An Unlocked Window")
- Bruce Davison com a Betty Ames/Baker (segment "An Unlocked Window")
- Richard Lineback com a Billy (segment "Incident In A Small Jail")
- Steven Bauer com a jugador (Segment "Man From The South")
- Tippi Hedren com a cambrera (Segment "Man From The South")
- Kim Novak com a Rosa (Segment "Man From The South")
- Lyman Ward com a Oncle Jack (Segment "Bang! You're Dead!")
- Bill Mumy com a dependent del supermercat (segment "Bang! You're Dead!")
- Jonathan Goldsmith com a gerent (Segment "Bang! You're Dead!")
- Helena Kallianiotes com a Maria Kyprianov (Segment "An Unlocked Window")

### Altres episodis
- Ian Abercrombie com a Doctor
- Melissa Sue Anderson com a Laura Donovan, Julie Fenton
- Karen Allen com a Jackie Foster
- Richard Anderson com a Tom Northcliff
- Susan Anton com a Diane Lewis
- John Aprea com a Fisher
- Vaughn Armstrong com a Marine
- Elizabeth Ashley com a Karen Lawson / Kate Lawson
- Harvey Atkin com a Sam Wicks
- Tom Atkins com a tinent de policia
- Barbara Babcock com a Cissie Enright
- Paul Bartel com a crític d’art
- Steven Bauer com a jugador
- Brian Bedford com a Sherlock Holmes, Stewart Dean
- Dirk Benedict com a Dr. Rush
- Robby Benson com a Ed
- Sandra Bernhard com a Karen
- Tony Bill com a Steve
- Yannick Bisson com a Ty
- Roger Aaron Brown com a Joe Chandler
- Lee Bryant com a Phyllis
- James T. Callahan com a Everett
- Rory Calhoun com a Jimmie Thurson
- Virginia Capers com a Ruth
- Timothy Carhart com a Rick
- Robert Carradine com a Jerry
- Bernie Casey com a Bernie
- David Cassidy com a Joey Mitchell
- Shaun Cassidy com a Dale Thurston
- Richard Chamberlain com a Clay Medwick
- Michael Paul Chan com a Denning
- Linden Chiles com a Jutge
- David Clennon com a Professor John Tate
- John Colicos com a Carter Talbot
- Lewis Collins com a Bill Stewart
- Mike Connors com a Robert Logan
- Nicolas Coster com a Phil
- Ronny Cox com a Sam Medwick
- Jonathan Crombie com a Rick Garrison
- Brett Cullen com a Cooper
- Jennifer Dale com a Betty Jo Bennington
- Tim Daly com a Scott
- Lawrence Dane com a Joe Metcalf, Mr. Adams
- Brad Davis com a Arthur
- Bruce Davison com a Betty Ames / Man
- Danny Dayton com a Buzzy Carelli
- George DiCenzo com a advocat defensor
- Gill Dennis com a Dr. Leon Borofsky
- Sandy Dennis com a Helen
- Shirley Douglas com a Monica Logan
- Robert Dryer com a Lladre #1
- David Dukes com a Dr. Tom Rigby
- Griffin Dunne com a Knoll
- Steve Eastin com a capità de polocia
- Samantha Eggar com a Lisa Talbot
- David James Elliott com a Ted
- Ross Elliott com a Mr. Baker
- Erik Estrada com a Vinnnie Pacelli
- Greg Evigan com a David Whitmore
- Jeff Fahey com a Ray Lee
- Linda Fiorentino com a Betsy Van Kennon
- Darlanne Fluegel com a Zoe
- Ken Foree com a Orderly
- Anthony Franciosa com a Morris Conrad
- Don Francks com a Sgt. Jim Wells
- Diane Franklin com a Paula / Paulette
- Alan Fudge com a Wells
- Andy Garcia com a Alejandro
- Stefan Gierasch com a Carl
- Panchito Gómez com a Vernon
- Bruce Gray com a Bryan Holland
- Melanie Griffith com a Noia
- Harry Guardino com a Phil Mansfield
- Michael C. Gwynne com a Bus Driver
- Arsenio Hall com a Cleavon
- Rich Hall com a Edgar / Eddie
- Mark Hamill com a Danny Carlyle
- Jerry Hardin com a Warden
- Mel Harris com a xicota
- Noel Harrison com a Charles Blanchard
- Peter Haskell com a Paul Foley
- John Heard com a Bill Callahan
- Marilu Henner com a Claire
- Buck Henry com a Walter Lang
- Edward Herrmann com a Dr. Maxwell Stoddard
- Barbara Hershey com a Jessie Dean
- Art Hindle com a Alton Brooks
- Basil Hoffman com a Dr. Michaels
- Barclay Hope com a Harvey
- Season Hubley com a Lena Trent ft
- Rif Hutton com a Policia #1
- George Innes com a Charles Dean
- Michael Ironside com a Lt. Rick Muldoon
- Herbert Jefferson Jr. com a oficial de policia
- Van Johnson com a Art Bellasco
- William Katt com a Dr. Burke
- Yaphet Kotto com a Convicte
- Clyde Kusatsu com a Detectiu
- Don Lake com a A.C. Boone
- Martin Landau com a Wallace Garrison
- Robert Lansing com a G. William Howe
- George Lazenby com a James (Bond)
- Lillian Lehman com a Juyge Branca
- Fiona Lewis com a Erica
- Cec Linder com a Dr. Hoffman
- Ernie Lively com a Policis #2
- Robert Loggia com a Charley
- Adelle Lutz com a Lin Chin
- Frances Lee McCain com a Dr. Marianne Campbell
- Ann-Marie MacDonald com a Denise Tyler
- Stephen Macht com a Carl Cansino
- Patrick Macnee com a Thaddeus
- Richard Marcus com a Levy
- E. G. Marshall com a Charlie Pitt
- Pamela Sue Martin com a Melinda Jensen
- Lois Maxwell com a Ms. Golden
- Michelle Marsh com a dona a la llibreria
- Frances Lee McCain com a Dr. Marion Campbell
- David McCallum com a Lt. Cavanaugh
- Sheila McCarthy com a Sarah Hollister
- Doug McClure com a Clete Madden
- Kenneth McMillan com a Jutge Paul Magrew
- Vera Miles com a Lady
- Neil Munro com a David Barclay
- Anthony Newley com a Phil Halloran
- Laraine Newman com a Periwinkle
- Kim Novak com a Rosa
- Michael O'Keefe com a Art Toomey
- Annette O'Toole com a Stella
- Amy Sherman-Palladino com a Noia estudiant #1
- Barry Pearl com a ajudant del fiscal de districte
- Lisa Pelikan com a infermera Ellen Hatch
- Susan Peretz com a veí
- Michelle Phillips com a Katherine Clark
- Joaquin Phoenix com a Pagey Fisher
- Cindy Pickett com a Marcia Loomis
- Cliff Potts com a Roger Harden
- Robert Prosky com a Dr. Sutton A. Vogel
- Nicholas Pryor com a Mr. Ryan
- Linda Purl com a Lisa Tate
- Kathleen Quinlan com a Ann Foley, Karen Wilson
- Cristina Raines com a Julie Randall
- Kate Reid com a Johanna Enright
- Duncan Regehr com a David Harrison
- Clive Revill com a Hector
- Gloria Reuben com a Pam
- Deborah Richter com a Kathy
- Wayne Robson com a Chief Pickett
- Marion Ross com a Margaret Sturdevant
- Joseph Ruskin com a Dr. Kaufman
- Mia Sara com a Sara Fletcher
- Michael Sarrazin com a Lt. Steven Rykker
- John Saxon com a Garth December
- Doug Savant com a Joey Medwick
- Dwight Schultz com a David Powell
- Anne Seymour com a Esther
- Carolyn Seymour com a Carla Dean
- Ted Shackelford com a Garret / Jason Cook
- John Shea com a Brian Whitman
- Martin Sheen com a Paul Dano
- Stephen Shellen com a Garson
- Reid Shelton com a Daniels
- Jean Simmons com a Margaret Lowen
- Cedric Smith com a Paul Stevens
- Lane Smith com a Robert Warren
- David Soul com a Michael Dennison
- Brent Stait com a Jim Sweeney
- Jessica Steen com a Sally Carlyle
- Stella Stevens com a Georgia Brooks
- Parker Stevenson com a Clark Taylor
- Catherine Mary Stewart com a Rachel Jenkins
- Dennis Cleveland Stewart com a Lladre #2
- Kristy Swanson com a noia estudiant #2
- Lyle Talbot com a Mr. Fletcher
- Leigh Taylor-Young com a Adelaide Walker
- Victoria Tennant com a Bride
- Jack Thibeau com a Joe
- Michael Tucker com a Frank
- John Vernon com a Mr. Brenner
- Kate Vernon com a Donna
- Lee Ving com a Curt Venner
- Nana Visitor com a Doris
- Lindsay Wagner com a Susan Forrester
- Eli Wallach com a Yosef Kandinsky
- Al Waxman com a Dale Linesman
- Patrick Wayne com a Michael Roberts
- Barbara Williams com a Maggie Verona
- Simon Williams com a Arthur Hollister
- Rod Wilson com a Eddie
- Jeff Wincott com a Tom King
- Edward Woodward com a Drummond
- Burt Young com a Ed Fratus. El venedor
- Adrian Zmed com a Edgar Kraft